# Pierre Marie de Saint-Georges

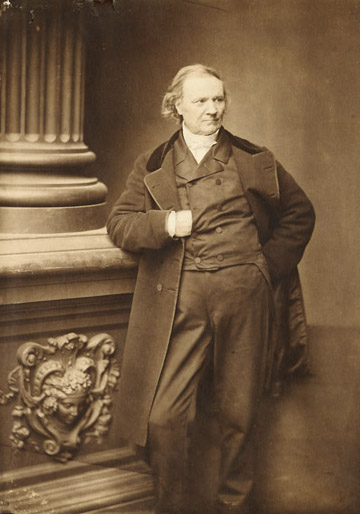
Pierre Marie de Saint-Georges.

Pierre Thomas Alexandre Amable Marie de Saint-Georges, född den 15 februari 1795 i Auxerre, död den 28 april 1870, var en fransk advokat och politiker.
Marie valdes 1842 till deputerad och spelade 1848 en viktig politisk roll. Han blev då medlem i den provisoriska regeringen och minister för de allmänna arbetena; som sådan organiserade han de så kallade nationalverkstäderna. Den 11 maj 1848 valdes Marie till ledamot av exekutivkommissionen, blev 29 juni president i nationalförsamlingen, var 15 juli–20 december justitieminister i Cavaignacs ministär och intog därefter en fientlig hållning till Ludvig Napoleons politik. År 1849 ratades han vid valen till lagstiftande nationalförsamlingen, men hade 1863–1869 säte i lagstiftande kåren.